# Андерсон, Ингвар
Карл Ингвар Андерсон (швед. Carl Ingvar Andersson; 19 марта 1899 — 14 октября 1974, Стокгольм) — шведский историк-медиевист, главный хранитель архивов Швеции (риксархивариус).

## Карьера
В 1928‒1952 годах — преподаватель историю в Лундском университете.
В 1939‒1946 годах — сотрудник шведского радио.
В 1947–1957 годах — издатель журнала «Nordisk tidsskrift för vetenskap Konst Och industri».
В 1950–1965 годах занимал должность национального архивариуса. 
С 1950 года — член Шведской академии (по отделению литературы).
С 1953 года — вице-президент Международного совета архивов.
В 1971 году был одним из основателей Шведского национального комитета генеалогии и геральдики.

## Сочинения
- Källstudier till sveriges historia 1230‒1436. — Lund, 1928.
- Skanes historia. — 2 uppl., tel. 1. — Stockholm, 1947.
- Erik XIV, 3 uppl. — Stockh., 1948.
- A history of Swieden. — N. Y., 1968.

### Публикации на русском языке
- История Швеции (сокращённый перевод со шведского). — М., 1951.